# The Yellow Pawn
The Yellow Pawn er en amerikansk stumfilm fra 1916 af George Melford.

## Medvirkende
- Wallace Reid som James Weldon.
- Cleo Ridgely som Kate Turner
- William Conklin som Allen Perry.
- Tom Forman som Philip Grant.
- Irene Aldwyn som Marian Turner.